# 四国地方にある建造物の重要文化財一覧
四国地方にある建造物の重要文化財一覧（しこくちほうにあるけんぞうぶつのじゅうようぶんかざいいちらん）は、重要文化財の建造物のうち、四国地方にあるものの一覧である。
文化財保護法では重要文化財は大きく「建造物」と「美術工芸品」の2つの部に分かれているが、本記事では建造物のみを扱う。なお重要文化財のうち特に価値の高いものは国宝に指定されている。文化財保護法の規定では、国宝は重要文化財指定物件のうちから指定することとされている（同法第27条第2項）。

## 徳島県
- 田中家住宅（徳島県勝浦郡上勝町）〔勝浦郡上勝町〕
- 粟飯原家住宅（徳島県名西郡神山町）（あいはらけじゅうたく）〔名西郡神山町〕
- 田中家住宅（徳島県名西郡石井町） 11棟、土地〔名西郡石井町〕
  - 主屋
  - 座敷
  - 宝庫
  - 表門
  - 土蔵
  - 藍納屋
  - 北藍寝床
  - 南藍寝床
  - 味噌部屋
  - 番屋
  - 灰屋
- 武知家住宅 12棟、土地〔名西郡石井町〕
  - 主屋
  - 離れ
  - 伝い
  - 宝庫
  - 庫蔵
  - 通門
  - 東藍床
  - 西藍床
  - 寝床
  - 倉廩（そうりん）
  - 作男部屋
  - 下部家（しもべや）
- 戸田家住宅 8棟、土地〔板野郡上板町〕
  - 主屋
  - 東座敷
  - 土蔵
  - 長屋門
  - 藍寝床
  - 西蔵
  - 乾蔵
  - 灰屋
- 犬伏家住宅 15棟、土地〔板野郡藍住町〕
  - 主屋
  - 座敷
  - 応接室
  - 書斎
  - 宝庫
  - 離れ座敷
  - 北蔵
  - 乾蔵
  - 味噌蔵
  - 機械工場
  - 五番蔵
  - 東蔵
  - 巽蔵
  - 前納屋
  - 表門
- 一宮神社本殿〔徳島市〕
- 丈六寺観音堂〔徳島市〕
- 丈六寺経蔵（旧僧堂）
- 丈六寺三門
- 丈六寺本堂（元方丈）
- 三河家住宅 1棟、土地〔徳島市〕
- 宇志比古神社本殿（うしひこじんじゃほんでん）〔鳴門市〕
- 福永家住宅（徳島県鳴門市鳴門町） 6棟、土地〔鳴門市〕
  - 主屋
  - 離座敷
  - 土蔵
  - 納屋
  - 塩納屋
  - 薪納屋
- 切幡寺大塔（きりはたじだいとう）〔阿波市〕
- 旧長岡家住宅（徳島県美馬郡脇町）〔美馬市〕
- 三木家住宅（徳島県美馬郡木屋平村）〔美馬市〕
- 木村家住宅（徳島郡三好市東祖谷） 2棟、土地〔三好市〕
  - 主屋
  - 隠居屋
- 小采家住宅（徳島郡三好町東祖谷山村）（こうねけじゅうたく）〔三好市〕
- 徳善家住宅 1棟、土地（とくぜんけじゅうたく）〔三好市〕
- 箸蔵寺（はしくらじ） 6棟〔三好市〕 - 明細は箸蔵寺参照

## 香川県
- 明王寺釈迦堂〔小豆郡小豆島町〕
- 旧恵利家住宅（香川県大川郡大川町）（きゅうえりけじゅうたく）〔さぬき市〕
- 志度寺（しどじ） 2棟〔さぬき市〕
  - 本堂
  - 仁王門
- 長尾寺経幢（ながおじきょうどう） 2基〔さぬき市〕
- 細川家住宅（香川県大川郡長尾町）〔さぬき市〕
- 旧河野家住宅（旧所在 愛媛県上浮穴郡小田町）（きゅうこうのけじゅうたく）〔高松市〕 - 四国村
- 旧下木家住宅（旧所在 徳島県美馬郡一宇村）（きゅうしもきけじゅうたく）〔高松市〕 - 四国村
- 小比賀家住宅（香川県高松市御厩町）（おびかけじゅうたく） 4棟〔高松市〕
  - 主屋
  - 午門
  - 土蔵
  - 米蔵
- 国分寺本堂〔高松市〕
- 高松城 4棟〔高松市〕
  - 北之丸月見櫓
  - 北之丸水手御門
  - 北之丸渡櫓
  - 旧東之丸艮櫓
- 披雲閣（旧松平家高松別邸） 3棟〔高松市〕
  - 本館
  - 本館付倉庫
  - 倉庫
- 屋島寺本堂（やしまじほんどう）〔高松市〕
- 神谷神社本殿（かんだにじんじゃほんでん）〔坂出市〕 - 国宝
- 白峯寺十三重塔（しろみねじじゅうさんじゅうのとう） 2基〔坂出市〕
- 白峯寺 9棟 - 明細は白峯寺参照
- 丸亀城 2棟〔丸亀市〕 
  - 大手一の門
  - 大手二の門
- 丸亀城天守
- 旧善通寺偕行社（きゅうぜんつうじかいこうしゃ）〔善通寺市〕
- 善通寺 1棟1基〔善通寺市〕
  - 金堂
  - 五重塔
- 旧金毘羅大芝居〔仲多度郡琴平町〕
- 金刀比羅宮旭社（ことひらぐうあさひしゃ）〔仲多度郡琴平町〕
- 金刀比羅宮奥書院
- 金刀比羅宮表書院及び四脚門 2棟
- 金刀比羅宮 12棟
  - 本宮本殿・中殿・拝殿
  - 本宮神饌殿
  - 本宮直所
  - 別宮本殿・中殿・拝殿
  - 別宮神饌殿
  - 別宮直所
  - 祓除殿
  - 南渡殿
  - 神楽殿
  - 御炊舎
  - 神輿庫
  - 神庫
- 覚城院鐘楼〔三豊市〕
- 常徳寺円通殿〔三豊市〕
- 本山寺二王門（もとやまじにおうもん）〔三豊市〕
- 本山寺本堂 - 国宝
- 観音寺金堂（かんのんじこんどう[1]）〔観音寺市〕
- 豊稔池堰堤（ほうねんいけえんてい）〔観音寺市〕
- 香川県庁舎旧本館及び東館 1棟〔高松市〕
- 鍋島灯台 1基〔坂出市〕
- 瀬戸内海歴史民俗資料館 1棟〔高松市〕[2]

## 愛媛県

### 松山市
- 伊佐爾波神社（いさにわじんじゃ） 4棟〔松山市桜谷町〕 
  - 本殿
  - 申殿及び廊下
  - 楼門
  - 廻廊
- 石手寺訶梨帝母天堂（いしてじかりていぼてんどう）〔松山市石手〕
- 石手寺護摩堂
- 石手寺五輪塔
- 石手寺三重塔
- 石手寺鐘楼
- 石手寺二王門 - 国宝
- 石手寺本堂
- 浄土寺本堂〔松山市鷹子町〕
- 太山寺二王門（たいさんじにおうもん）〔松山市太山寺町〕
- 太山寺本堂 - 国宝
- 大宝寺本堂（たいほうじほんどう）〔松山市南江戸〕 - 国宝
- 道後温泉本館 4棟〔松山市道後湯之町〕 
  - 神の湯本館
  - 又新殿・霊の湯棟（ゆうしんでん・たまのゆとう）
  - 南棟
  - 玄関棟
- 豊島家住宅（愛媛県松山市井門）（としまけじゅうたく） 7棟〔松山市井門〕 - 明細は豊島家住宅参照
- 萬翠荘（旧久松家別邸） 2棟〔松山市一番町〕
  - 本館
  - 管理人舎
- 松山城 21棟〔松山市丸之内〕 - 明細は松山城 (伊予国)参照
- 渡部家住宅（愛媛県松山市東方町） 4棟、土地〔松山市東方町〕
  - 主屋
  - 表門
  - 米倉
  - 倉
- 釣島灯台 1基、2棟
  - 灯台
  - 旧官舎
  - 旧倉庫

### 今治市
- 大山祗神社拝殿（おおやまづみじんじゃはいでん）〔今治市大三島町〕
- 大山祗神社宝篋印塔 3基
- 大山祗神社本殿（宝殿）
- 五輪塔 2基〔今治市野間甲761〕 - 覚庵五輪塔（野間地区所有）
- 五輪塔 1基〔今治市野間甲279〕 - 馬場五輪塔（野間地区所有）
- 乗禅寺石塔 11基〔今治市延喜〕
  - 石造五輪塔4基
  - 石造宝篋印塔5基
  - 石造宝塔2基
- 野間神社宝篋印塔〔今治市神宮〕
- 宝篋印塔〔今治市宮窪町〕 - 善福寺
- 宝篋印塔〔今治市野間〕 - 長円寺跡

### その他
- 亀井八幡神社宝篋印塔〔越智郡上島町〕
- 祥雲寺観音堂〔越智郡上島町〕
- 定光寺観音堂〔越智郡上島町〕
- 真鍋家住宅（愛媛県川之江市金生町）〔四国中央市〕
- 旧広瀬家住宅 7棟〔新居浜市〕 - 明細は広瀬歴史記念館参照
- 興隆寺宝篋印塔〔西条市〕
- 興隆寺本堂
- 医王寺本堂内厨子〔東温市〕
- 三島神社本殿〔東温市〕
- 岩屋寺大師堂（いわやじだいしどう）〔上浮穴郡久万高原町〕
- 旧山中家住宅（旧所在 愛媛県宇摩郡別子山村）〔上浮穴郡久万高原町〕
- 内子座（うちこざ）〔喜多郡内子町〕 - 八日市護国内
- 大村家住宅（愛媛県喜多郡内子町） 1棟、土地〔喜多郡内子町〕 - 八日市護国内
- 上芳我家住宅（愛媛県喜多郡内子町）（かみはがけじゅうたく） 10棟、土地〔喜多郡内子町〕 - 八日市護国内
  - 主屋
  - 炊事場
  - 仕舞部屋及び便所・産部屋
  - 離座敷
  - 風呂場・便所
  - 釜場
  - 出店倉
  - 物置
  - 土蔵
  - 離部屋
- 本芳我家住宅（愛媛県喜多郡内子町）（ほんはがけじゅうたく） 4棟、土地〔喜多郡内子町〕 - 八日市護国内
  - 主屋
  - 炊事場
  - 産部屋・便所及び湯殿
  - 土蔵
- 大洲城（おおずじょう） 3棟〔大洲市〕 
  - 台所櫓
  - 高欄櫓
  - 苧綿櫓
- 大洲城三の丸南隅櫓
- 如法寺仏殿（にょほうじぶつでん）〔大洲市〕
- 臥龍山荘 3棟〔大洲市〕
  - 臥龍院
  - 不老庵
  - 文庫
- 日土小学校（ひづちしょうがっこう） 2棟〔八幡浜市〕
  - 中校舎
  - 東校舎
- 長浜大橋〔大洲市〕
- 旧開明学校校舎〔西予市〕
- 善光寺薬師堂〔北宇和郡鬼北町〕
- 宇和島城天守〔宇和島市〕

## 高知県
- 吉福家住宅（よしふくけじゅうたく） 4棟、土地〔土佐清水市〕
  - 主屋
  - 納屋
  - 釜屋
  - 門屋
- 不破八幡宮本殿〔四万十市〕
- 旧竹内家住宅（高知県幡多郡大正町）〔高岡郡四万十町〕
- 鳴無神社（おとなしじんじゃ） 2棟〔須崎市〕
  - 本殿
  - 幣殿、拝殿
- 竹村家住宅（高知県高岡郡佐川町） 3棟、土地〔高岡郡佐川町〕
  - 主屋
  - 土蔵
  - 表門
- 山中家住宅（高知県土佐郡本川村）〔吾川郡いの町〕
- 朝倉神社本殿〔高知市〕
- 旧関川家住宅（高知県高知市一宮） 4棟、土地〔高知市〕
  - 主屋
  - 表門
  - 道具倉
  - 米倉
- 旧山内家下屋敷長屋（きゅうやまうちけしもやしきながや）〔高知市〕
- 高知城 15棟〔高知市〕 - 明細は高知城参照
- 竹林寺本堂〔高知市〕
- 竹林寺書院〔高知市〕
- 土佐神社鼓楼〔高知市〕
- 土佐神社本殿、幣殿及び拝殿
- 土佐神社楼門
- 国分寺金堂〔南国市〕
- 旧立川番所書院（きゅうたぢかわばんしょしょいん）〔長岡郡大豊町〕
- 豊楽寺薬師堂（ぶらくじやくしどう）〔長岡郡大豊町〕 - 国宝
- 安岡家住宅（高知県香美郡香我美町） 4棟、土地〔香南市〕
  - 主屋
  - 道具蔵
  - 米蔵
  - 釜屋
- 旧魚梁瀬森林鉄道施設（きゅうやなせしんりんてつどうしせつ） 9基5所〔安芸郡奈半利町・田野町・安田町・馬路村・北川村〕 - 明細は魚梁瀬森林鉄道参照
- 金林寺薬師堂（こんりんじやくしどう）〔安芸郡馬路村〕